# Charles Holden
Charles Henry Holden Litt.D, FRIBA, MRTPI, RDI (12 de mayo de 1875 – 1 de mayo de 1960) fue un arquitecto británico, más conocido por haber diseñado varias estaciones del metro de Londres en los años 1920 y 1930, la Biblioteca Central de Bristol, la sede de la compañía de trenes subterráneos eléctricos de Londres en 55 Broadway y la Casa del Senado de la Universidad de Londres. También creó varios cementerios para los caídos en la guerra en Bélgica y el norte de Francia por encargo de la Imperial War Graves Commission.
Holden se trasladó a Londres luego de trabajar y realizar prácticas en Bolton y Mánchester. Sus primeros edificios recibieron el influjo del movimiento conocido como Arts and Crafts, pero durante la mayor parte de su carrera profesional fue un acérrimo defensor de un estilo poco decoroso y basado en formas simples, desprovisto de lo que él consideraba como detalles decorativos superfluos. Holden creía firmemente que los diseños arquitectónicos debían responder a las funciones de los edificios. Fue simplificando su estilo de forma gradual tras la Primera Guerra Mundial y sus diseños se convirtieron en poco o nada ornamentales y de tendencia modernista, influenciados por la arquitectura europea. Holden era miembro de la Design and Industries Association (Asociación de Diseño e Industrias) y del gremio de artistas. Produjo diseños completos para sus edificios, incluyendo el diseño de los espacios interiores.
Aunque su arquitectura no escapó al ojo de la crítica, su trabajo fue por lo general bien recibido. En 1936 fue galardonado con la Medalla de Oro del Royal Institute of British Architects (RIBA). En 1943 fue nombrado diseñador real para la industria. Sus diseños para las estaciones del metro de Londres se convirtieron en el diseño corporativo estándar que influenció el trabajo de todos los arquitectos que trabajaron para la misma organización en la década de 1930. Muchos de sus edificios recibieron la categoría de monumento clasificado, un estatus que les protege de cualquier cambio estructural no autorizado. Holden rechazó el título de caballero en dos oportunidades.

## Primeros años
Charles Henry Holden nació el 12 de mayo de 1875 en Great Lever, Bolton, el quinto y último hijo de Joseph Holden (1842–1918), un mercero y sombrerero, y de Ellen (nacida Broughton, 1841–1890) Holden. La infancia de Holden se vio afectada por la bancarrota de su padre en 1884 y la muerte prematura de su madre cuando él solo tenía quince años. La mala situación económica llevó a que la familia probara suerte en la localidad de Saint Helens (actual Merseyside), a 24 kilómetros de Bolton. Allí, su padre se reenganchó a su antiguo oficio y trabajó como tornero y maquinista. Charles, en tanto, asistió a varias escuelas en Saint Helens.
Trabajó temporalmente como asistente de laboratorio y empleado ferroviario en Saint Helens. En esos años asistió a clases de dibujo técnico en la Asociación Cristiana de Jóvenes y pensó en estudiar ingeniería haciendo prácticas con Charles Douglas Fox. En 1891 comenzó a trabajar para su cuñado, David Frederick Green, un agrimensor y arquitecto en Bolton. En abril de 1892 trabajó para el arquitecto mancuniano Everard W. Leeson y, mientras realizaba prácticas con él, se matriculó en la Escuela de Arte de Mánchester (1893–94) y en el Instituto de Ciencia y Tecnología de la Universidad de Mánchester (1894–96).
Holden se hizo amigo del artista Muirhead Bone y de su futuro cuñado Francis Dodd mientras estudiaba y trabajaba en Mánchester. En esta época comenzó a leer la obra del poeta Walt Whitman y entabló amistad con James William Wallace y con varios miembros de la sociedad Whitman de Bolton, también conocida como "Eagle Street College". Los escritos de Whitman y los de Henry David Thoreau, Ralph Waldo Emerson y Edward Carpenter fueron muy importantes en la vida de Holden. Incorporó buena parte de su filosofía y principios a su estilo de vida y a su forma de trabajo.
En 1895 y 1896 Holden envió algunos diseños a las competiciones del Building News Designing Club bajo el seudónimo de "The Owl" (El búho). Holden obtuvo el primer lugar en cinco de las nueve competiciones en las que participó, consiguió el segundo puesto en otras tres y se hizo con el tercer puesto en una competición. En 1897 participó en la competición para ganar el prestigioso medallón Soane del RIBA, concedido a alumnos de arquitectura. El tema de la competición era "salón de mercado provincial" y participaron catorce estudiantes. El proyecto de Holden recibió el tercer puesto. Atribuyó su inspiración al trabajo de los arquitectos John Belcher, Edgar Wood y Arthur Beresford Pite.

## Vida personal
Alrededor de 1898 Holden comenzó a vivir con Margaret Steadman (nacida Macdonald, 1865–1954), una enfermera y partera. Fueron presentados por la hermana mayor de Holden, Alice, y entablaron amistad por su interés común por la obra de Whitman. Steadman se había separado de su marido James Steadman, un tutor universitario, por su alcoholismo y abusos. Steadman y su marido nunca se divorciaron y, pese a que Holden y Steadman vivían como un matrimonio y este se refería a ella como su esposa, la relación nunca se formalizó, ni siquiera después de la muerte de James Steadman en 1930.
La pareja vivió en los suburbios de Norbiton, Surrey (actual Kingston upon Thames) hasta 1902, cuando se mudó a Codicote, en Hertfordshire. Alrededor de 1906 se mudaron a Harmer Green, cerca de Welwyn, donde Holden diseñó una casa para los dos. La casa tenía pocos muebles y la pareja llevaba una vida simple, descrita por Janet Ashbee en 1906 como "plátanos y pan integral sobre la mesa; sin agua caliente; vida sencilla y mucho pensar y una actividad extenuante enfocada en mejorar el mundo". La pareja no tuvo hijos en común, aunque Margaret tenía un hijo, Allan, fruto de su matrimonio con James Steadman. Charles y Margaret Holden vivieron en Harmer Green por el resto de sus vidas.

## Monumentos y cementerios de guerra
En septiembre de 1918 Holden fue transferido a la Imperial War Graves Commission con el rango de comandante. De 1918 a 1928 trabajó en 69 cementerios de dicha comisión. En un principio Holden trabajaría en la oficina de diseño bajo la supervisión de tres arquitectos en Francia y Bélgica (Edwin Lutyens, Reginald Blomfield y Herbert Baker). Holden trabajó en el cementerio experimental de Louvencourt y, según Geurst y Karol, probablemente también en el de Forceville que fue seleccionado como el prototipo para todos los diseños que le sucedieron.
En 1920 recibió una promoción y se convirtió en el cuarto arquitecto principal. Su trabajo para la comisión incluyó el diseño de monumentos en homenaje a los caídos neozelandeses en el Cementerio Británico de Messines Ridge y en el Nuevo Cementerio Británico de Buttes en Zonnebeke. Afín a su estilo, sus diseños estaban desprovistos de cualquier decoro. Al igual que haría más adelante con las estaciones de metro londinenses, Holden apostó por la piedra de Pórtland en la construcción de los refugios y otros elementos arquitectónicos. La reseña histórica de Philip Longworth sobre la comisión describe los pabellones de Holden en el Cementerio Comunal de Wimereux como "casi cruelmente severos".
En 1922 Holden diseñó la entrada del monumento de guerra de Clifton College, Bristol, usando una combinación de caliza y piedra molar para hacer juego con el estilo gótico de los edificios de la escuela. Asimismo, diseñó el plano del Hall of Remembrance (Salón del Recuerdo) para el British War Memorials Committee (Comité Británico de Monumentos de Guerra), que habría tenido la forma de una galería de arte, y también una pequeña capilla conmemorativa para el New College de Oxford en 1919. Ninguno de los dos proyectos se materializó.

## Transporte de Londres

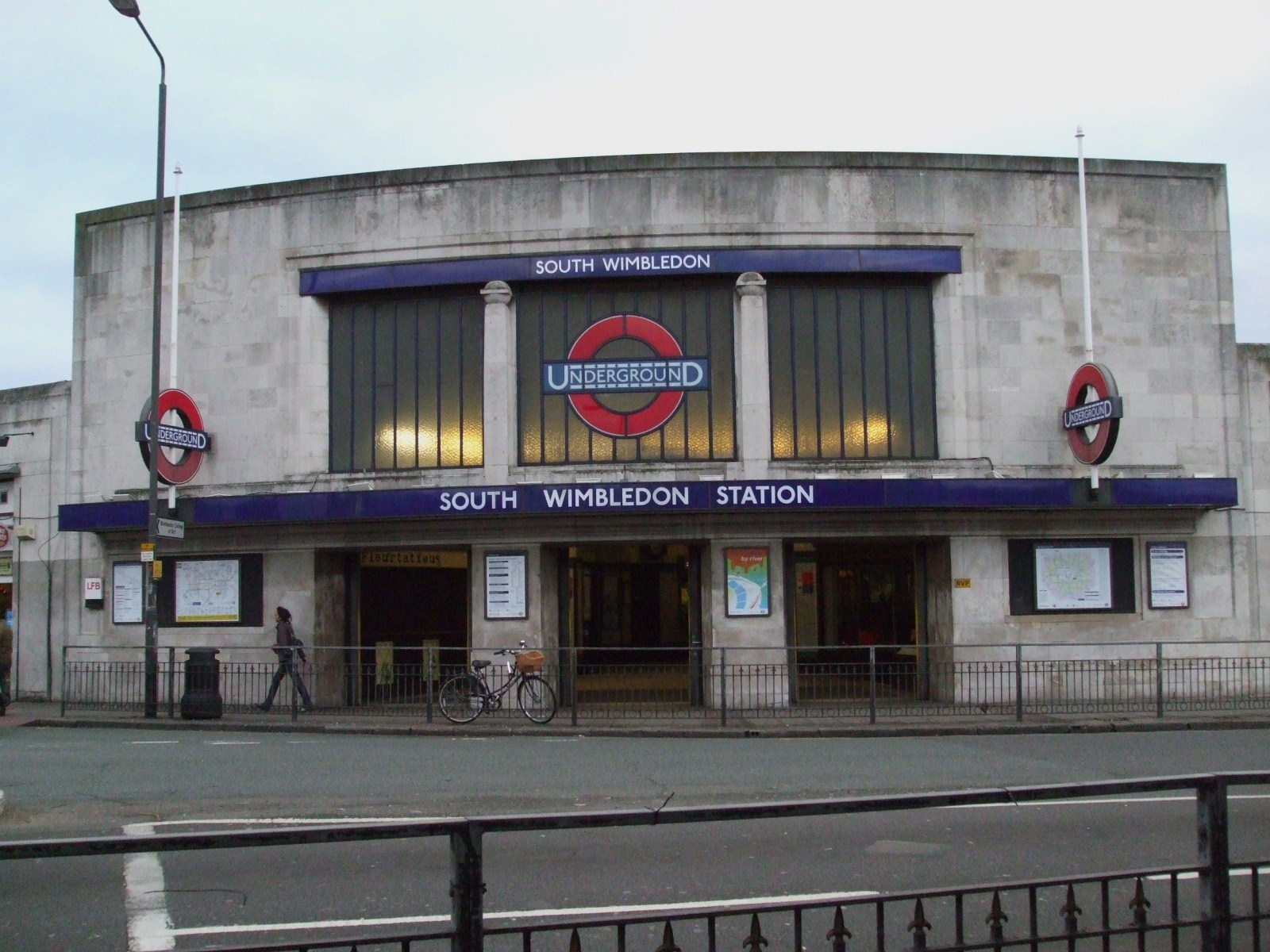
Estación de metro de South Wimbledon, una de las extensiones del City & South London Railway.

Holden conoció a Frank Pick mientras trabajaba para la Asociación de Diseño e Industrias. Pick era el gerente general de Underground Electric Railways Company of London (UERL). Por ese entonces, Holden carecía de experiencia en el sector del transporte pero esto cambiaría gracias a su trabajo con Pick. En 1923 Pick le encargó a Holden el diseño de la fachada para una de las entradas laterales de la estación de metro de Westminster. A este proyecto le siguió otro encargo en 1924 para diseñar el pabellón del UERL para una exposición del imperio británico. También en 1924 Pick le encomendó a Holden el diseño de siete nuevas estaciones en el sur de Londres para extender la línea de City & South London Railway (ahora parte de la Northern line) desde Clapham Common hasta Morden. Los diseños de Holden reemplazaron a los que había presentado el propio arquitecto de UERL, Stanley Heaps. Pick consideró que el trabajo de Heaps no había sido satisfactorio. Los diseños de Holden reflejan el mismo estilo simple modernista que había utilizado en Francia para el diseño de los cementerios de los caídos en la guerra. Los espacios donde se cobran los billetes son de doble altura y están recubiertos de piedra de Pórtland que rodean el acristalado de las oficinas, adaptadas para encajar en cada una de las esquinas que tienen la mayoría de las estaciones. Holden aconsejó a Heaps sobre el diseño de fachadas para un número considerable de estaciones y produjo el diseño para la nueva entrada de la estación de Bond Street en el Central London Railway.

## Últimos años
Holden continuó trabajando en su oficina tres días a la semana a comienzos de los años 1950. No se jubiló oficialmente hasta 1958, pero aun así seguía visitando su antiguo lugar de trabajo de forma esporádica. Margaret Holden falleció en 1954 luego de una larga enfermedad que la había dejado parcialmente ciega desde mediados de los años 1940. La salud de Charles Holden se fue resintiendo en los últimos años de su vida y recibió los cuidados de su sobrina Minnie Green.
Una de las últimas apariciones en público de Holden fue en 1953 cuando fue convocado como patrocinador en la entrega de la Medalla de Oro del RIBA a Le Corbusier. El último proyecto en el que trabajó fue el diseño de la sede central de English Electric en Aldwych, Londres. Su trabajo no tuvo la acogida que esperaba. En 1952 Adams, Holden y Pearson fueron contratados por el presidente de English Electric, Sir George Nelson, y Holden diseñó un monolítico alrededor de un patio. En 1955, el London County Council disuadió a English Electric de seguir adelante con el proyecto y promovió un concurso arquitectónico con un presupuesto mucho más ajustado para elegir un nuevo diseño. Adams, Holden y Pearson presentaron un diseño pero fueron derrotados por Sir John Burnet, Tait y asociados. Cuando más tarde la oficina rechazó la petición de Sir George Nelson de rediseñar las fachadas, Adams, Holden y Pearson recibieron otro contrato y Charles Holden revisó su proyecto. El nuevo diseño fue cuestionado por la Royal Fine Art Commission (Comisión Real de Bellas Artes) y otro asociado de Holden aplicó una serie de cambios al diseño final, descrito por Pevsner como "un edificio soso, sin vida, con fachada de piedra y nada para recomendarlo".
Holden falleció el 1 de mayo de 1960. Sus restos fueron cremados en el crematorio de Enfield y sus cenizas fueron esparcidas en el jardín de Friends' Meeting House en Hertford. El 2 de junio de 1960 se celebró una misa funeraria en la Iglesia de San Pancracio. Holden había diseñado el altar en 1914. Los obituarios se publicaron en varios periódicos de distribución diaria como The Manchester Guardian, The Times y The Daily Telegraph y en revistas de la industria de la construcción como  The Builder, Architectural Review, Journal of the Royal Institute of British Architects y Journal of the Town Planning Institute. Muchos de los obituarios reconocieron los primeros trabajos de Holden, en especial las estaciones de metro de Londres, mantuvieron una postura neutral sobre la Casa del Senado, y fueron bastante críticos con sus últimos trabajos. Su casa de Harmer Green y la mayoría de sus bienes se subastaron, y las ganancias se repartieron entre sus familiares. Holden también dejó £8.400 a amigos y empleados y £2.000 a organizaciones benéficas.